# Відносини Центральноафриканської Республіки та Франції
Відносини Франція — ЦАР — двосторонні дипломатичні відносини між Францією і Центральноафриканською Республікою (ЦАР). Обидві нації є членами франкофонії та ООН.

## Історія

### Французький колоніалізм
У 1880-х під час колоніального розділу Африки Бельгія, Німеччина і Франція протистояли одина одній, прагнучи контролювати територію на північ від річки Убанги. У 1903 році Франція назвала свою нову колонію Убангі-Шарі, а в 1910 році Франція об'єднала цю територію разом з чотирма іншими колоніями (Французьке Конго, Габон, Чад і Французький Камерун) в одне колоніальне володіння під назвою Французька Екваторіальна Африка.
Уряд Франції здав в оренду європейським компаніям великі ділянки землі, а також змусив місцеве населення збирати дикий каучук, полювати на тварин з метою видобутку шкур і слонової кістки, працювати на плантаціях. Через насильницьку експлуатацію французької колоніальної імперії місцеві жителі Центральної Африки почали повставати на початку XX століття, що призвело до повстання Конго-Вари (1928-1931). Повстання незабаром було придушене французьким урядом.
Під час Другої світової війни центральноафриканські солдати входили до складу колоніальних військ Франції (фр. Troupes coloniales), виступали за Вільну Францію і брали участь у визволенні Парижа. У жовтні 1940 р. Генерал Шарль де Гол приїхав до Бангуї, щоб відвідати губернатора П'єра Марі де Сен-Марта і оглянути війська.

### Незалежність
Незабаром після закінчення Другої світової війни Франція прийняла нову конституцію в 1946 році і надала повне французьке громадянство жителям Убанги-Шарі, а також дозволила створювати місцеві асамблеї в рамках нового Французького Союзу. У грудні 1958 року колишній священик-католик Бартелемі Боганда став главою уряду Убангі-Шарі. У березні 1959 року Боганда загинув, коли його літак вибухнув, і його замінив його двоюрідний брат Давид Дако. 13 серпня 1960 року Убанги-Шарі здобула незалежність від Франції і змінила назву на Центральноафриканської Республіки (ЦАР), а Давид Дако став першим президентом країни.

### Після незалежності
У грудні 1965 організований державний переворот (за сприяння Франції) проти президента Давида Дако, який отримав назву путч дня Святого Сильвестра, а командувач армією Жан-Бедель Бокасса оголосив себе президентом ЦАР. У 1975 році президент Франції Валері Жискар д'Естен взяв участь у франко-африканському саміті, що відбувся в Бангі. Президент Валері Жискар д'Естен кілька разів відвідував ЦАР і брав участь в сафарі разом з Жан-Беделіа Бокасса. У грудні 1976 року президент ЦАР Жан-Бедель Бокасса оголосив себе імператором Центральноафриканської імперії, вартість його коронації склала суму близько 20 млн доларів США, що було еквівалентно ВВП країни за весь рік. Уряд Франції теж вніс свій грошовий внесок у коронацію імператора. У 1979 році через розгул репресій, порушень прав людини і тверджень про канібалізм в ЦАР Франція здійснила військову операцію «Баракуда» і змістила з посади імператора Жан-бедел Бокассу, коли він перебував з офіційним візитом в Лівії. Давид Дако був відновлений на посаді президента ЦАР, а Жан-Беделіа Бокасса пізніше було запропоновано притулок у Франції. У 1979 року французька газета «Канар аншене» опублікувала статтю, в якій говорилося, що президент Валері Жискар д'Естен в 1973 році, будучи ще міністром фінансів Франції, прийняв від Жан-бедел Бокасса два діаманта. Скандал отримав популярність як «Діамантова справа» (фр. Affaire des diamants). Протягом наступних 19 років Франція продовжила здійснювати втручання у внутрішню політику ЦАР, підтримуючи і знімаючи з посад президентів цієї країни. У 1997 році президент ЦАР Анж-Фелікс Патассе організував переговори щодо підписання Бангійскіх угод, щоб покласти край конфлікту 1990-х років між урядом і повстанськими силами. В результаті Бангійскіх угод Франція закрила свою військову базу в Буарі в 1998 році.
У березні 2009 року французькі війська були перекинуті в Бангі після повідомлень про те, що заколотники готуються захопити столицю, щоб повалити президента Франсуа Бозізе. У 2012 році в Центральноафриканській Республіці вибухнула громадянська війна, а в 2013 році мусульманські повстанці Селек скинули президента Франсуа Бозізе і наступним президентом став Мішель Джотодія. Після повалення Франсуа Бозізе в основному християнська група повстанців Антибалака не визнали нового лідера і почали боротьбу проти нового уряду. Мусульманська Селек зіткнулася з переважно християнською Антібалакой, що призвело до переслідування громадян на релігійному ґрунті і до появи біженців з ЦАР в сусідніх країнах. В результаті релігійного та етнічного конфлікту в ЦАР Франція перекинула в країну тисячі військовослужбовців і бронетехніку для встановлення миру, організувавши проведення операції «Сангаріс». У грудні 2013 року президент Франції Франсуа Олланд відвідав французькі війська в ЦАР. Війська залишалися в ЦАР до 2016 року. У травні 2016 року президент Франсуа Олланд знову відвідав ЦАР, щоб проконтролювати вивід французьких військ з країни (який завершився в жовтні 2016 року), а також провів переговори з обраним президентом Фостен-Арканжи Туадером.

## Допомога
У 2014 році Франція виділила 170 млн євро як фінансову допомогу ЦАР. Ці кошти пішли в якості гуманітарної допомоги, для підтримки виборчого процесу і подолання кризи, а також встановлення демократичного ладу в країні. 17 листопада 2016 року на конференції донорів в Брюсселі Франція оголосила про те, що надасть допомогу в розмірі 85 млн євро протягом трьох років для ЦАР, в тому числі 15 млн євро піде до фонду «Беку».

## Торгівля
У 2016 році товарообіг між Центральноафриканською республікою та Францією становив 50 мільйонів доларів США. Французькі багатонаціональні компанії, такі як Air France та Orange S.A., працюють в ЦАР.

## Дипломатичні представництва
- Центральноафриканська Республіка має посольство в Парижі
- Франція має посольство в Бангі